# Kupu
Kupu è un editor visuale open source e client-side per Firefox, Netscape ed Internet Explorer. È di tipo WYSIWYG. Ispirato all'editor Epoz di Maik Jablonski, è stato scritto da Paul Everitt, Guido Wesdorp e Philipp von Weitershausen (e da molti altri collaboratori, per una lista completa si faccia riferimento al file CREDITS.txt) per migliorare il codice e l'architettura JavaScript, oltre al suo supporto standard, il supporto per webservers diversi da Zope (la piattaforma obiettivo originale di Epoz), la sua customizzazione e altre questioni. Kupu è attualmente l'editor visuale di default per il CMS Plone. È distribuito dietro licenza BSD-Style.

## Caratteristiche di Kupu
Le caratteristiche di Kupu si concentrano principalmente sulla flessibilità e sulla facilità di integrazione: può essere facilmente personalizzato ed espanso e può essere integrato in una vasta gamma di CMS, tra cui Zope, Silva, Plone e Apache Lenya. Kupu può essere customizzato in diversi modi: per semplici modificazioni basta agire sul pannello di configurazione (ad esempio si può personalizzare la barra degli strumenti); i pulsanti, gli strumenti e il layout possono invece essere modificati attraverso i CSS. Per customizzazioni ancora più profonde esiste anche un plugin API in JavaScript; il nucleo ha un'architettura solida e pulita che permette una piena estensibilità. La tecnologia avanzata e sempre aggiornata di Kupu usa CSS a favore dell'HTML per il layout e la presentazione all'utente.

## Cosa significa Kupu?
Kupu è un termine Maori che significa "parola, termine, discorso". In indonesiano invece kupu kupu significa "farfalla". Il simbolo di questo editor è infatti una farfalla blu.